# Theatrum chemicum

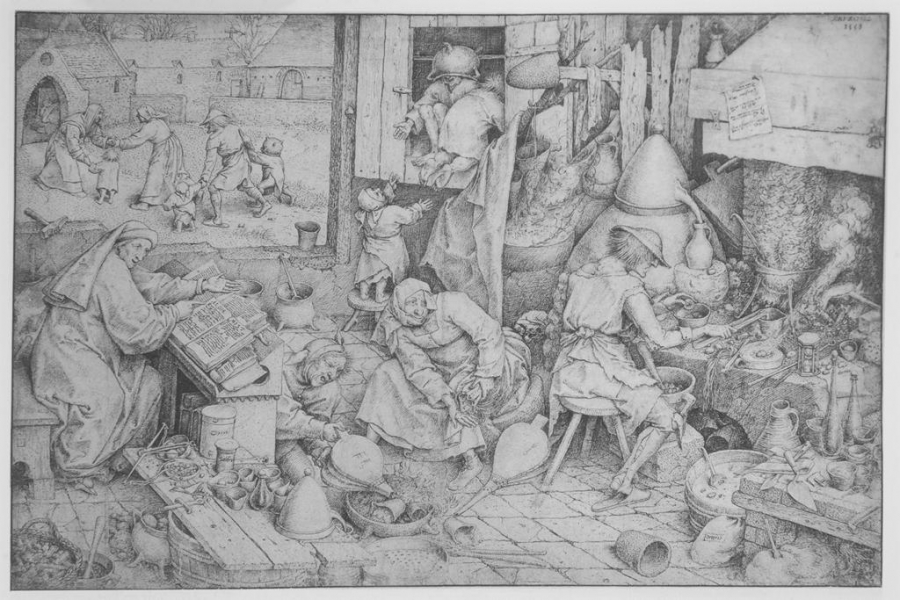
L'alchimista - 1558 - disegno di Pieter Brueghel il vecchio, Kupferstichkabinett, Berlin

Il Theatrum chemicum («Teatro chimico»), è la più importante e la più celebre raccolta di trattati alchemici del Rinascimento. Scritta in latino, la lingua della sapienza europea dell'epoca e pubblicata per la prima volta a Strasburgo nel 1602 dall'editore e stampatore Lazare Zetzner in tre volumi, raggiunse la considerevole dimensione di sei volumi (contenenti oltre duecento trattati) nella sua ultima edizione del 1659-1661.

## Storia

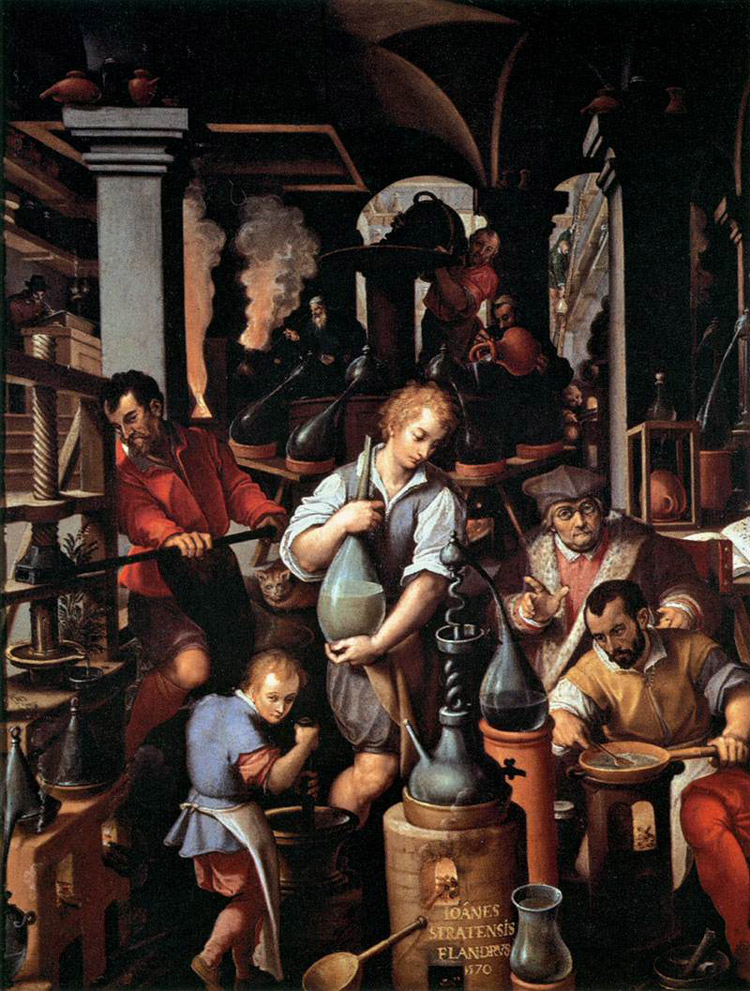
Jan van der Straet - Il laboratorio dell'alchimista (1551)

Il Theatrum chemicum è il risultato di un progetto editoriale che si dispiega in tutta la seconda metà del XVII secolo, il cosiddetto periodo del «rinnovamento paracelsiano», mediante il quale ha avuto luogo un'elevata attività di pubblicazione di trattati e di raccolte alchemiche. Tuttavia, malgrado lo stesso Paracelso, morto nel 1541, respingesse la pratica della trasmutazione dei metalli e non si interessasse che all'aspetto medicale delle preparazioni alchemiche (termine quest'ultimo che rimarrà sinonimo di chimica fino agli inizi del XVIII secolo), i suoi discepoli si affrettarono a ripristinare la ricerca della Grande Opera.
Nel 1541, Johannes Petreius pubblica a Norimberga una raccolta di dieci trattati, il De Alchemia (De Alchimia), edito da un certo Chrysogonus Polydorus, probabile pseudonimo del teologo luterano Andreas Osiander. In una postfazione, Petreius elenca una trentina di altri trattati che aspira a pubblicare e fa appello agli alchimisti di inviargli i loro manoscritti, promettendogli in cambio la pubblicazione delle opere. Alla sua morte, nel 1550, la collezione, raccolta da Petreius (tra l'altro editore nel 1543 del De revolutionibus orbium coelestium di Nicola Copernico) passa probabilmente a un suo parente, Heinrich Petri che pubblica a Bâle nel 1561 (in collaborazione con Pietro Perna), un insieme di 53 testi sotto il titolo di Verae alchemiae artisque metallicae, citra aenigmata, doctrina. Tale raccolta, edita dall'italiano Guglielmo Gratarolo (1516-1568), contiene specialmente un dialogo anonimo sull'alchimia trasmutatoria, riguardante Paracelso: le Chrysorrhoas sive De arte Chymica. Perna pubblica poi nel 1572 una nuova serie di sette volumi contenenti più di 80 trattati medievali: l'Artis auriferae, quam chemiam vocant, includente soprattutto la prima edizione della celebre Turba Philosophorum. Perna, con suo genero Konrad Waldkirch, prevedeva la pubblicazione di una raccolta ancora più estesa, ma il progetto passa quindi in mano allo strasburghese Lazare Zetzner, che pubblica i primi tre volumi del Theatrum Chemicum nel 1602.

## Lazare Zetzner

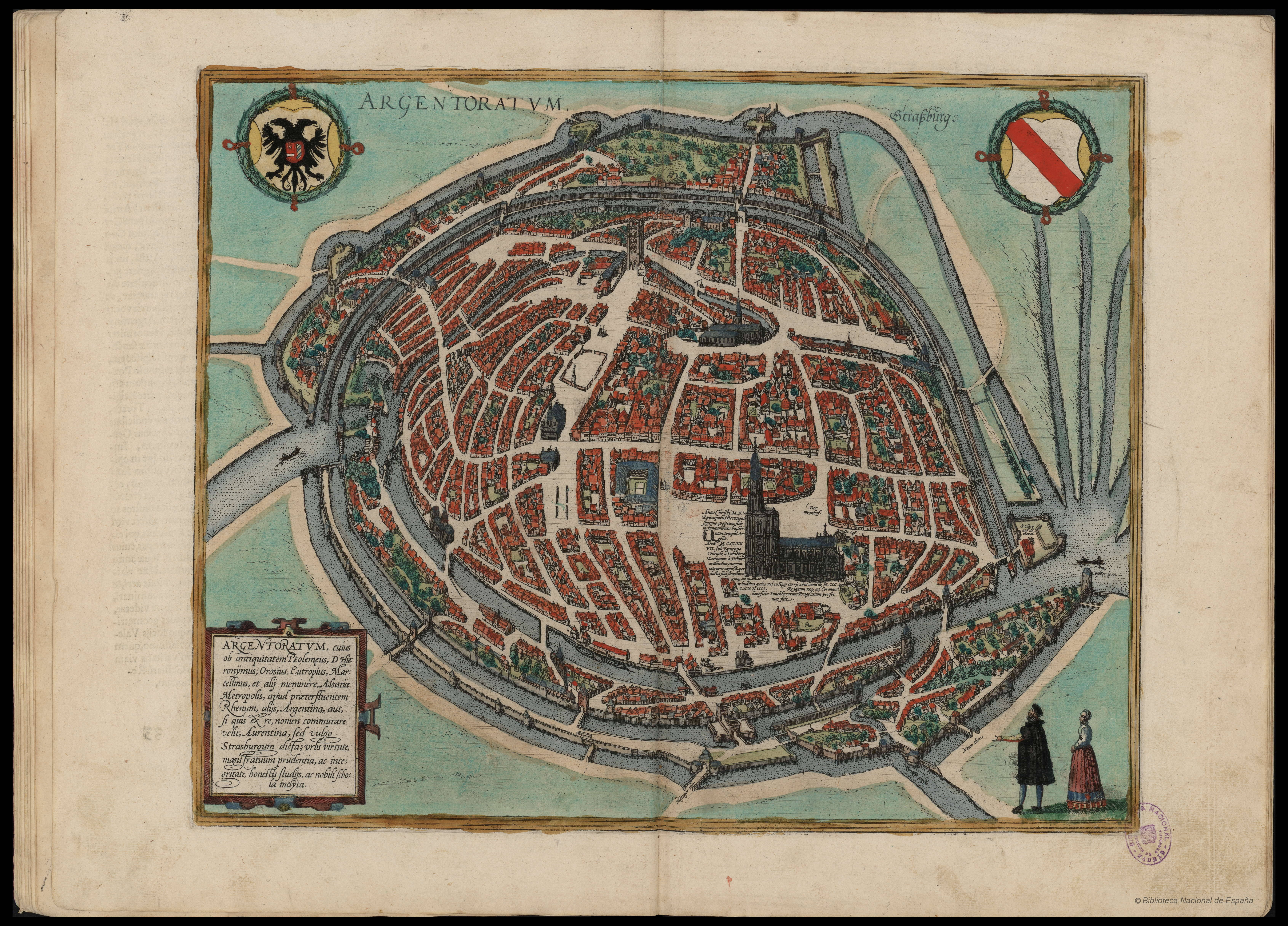
Pianta di Strasburgo (Argentoratum) nel 1572. La città è stata un importante centro di cultura umanistica ed editoriale al volgere del XVI e del XVII secolo.

Lazare Zetzner fu editore e stampatore (esperto in testi rari e curiosi) a Strasburgo dal 1582 alla sua morte, avvenuta nel 1616. Egli pubblicò, sovente in collaborazione con l'Università di Strasburgo, delle opere di storia, diritto, filosofia, medicina e di autori antichi come di umanisti suoi contemporanei. A lui si deve soprattutto un'importante raccolta di opere filosofiche di Raimondo Lullo, i Raymundi Lullii Opera (1598), che tuttavia non contengono i trattati alchemici pseudo-lulliani.
Egli pubblicò al tempo stesso una riedizione delle opere complete di Paracelso, oltre a diversi altri trattati di alchimia paracelsiana. Nel quadro di una strategia editoriale che non temette contraddizioni, che lo portò a pubblicare al tempo stesso Paracelso e dei trattati di medicina galenica alla quale quest'ultimo si opponeva vigorosamente, diede alle stampe nel 1603 (appena un anno dopo il Theatrum chemicum), il violento pamphlet contro l'alchimia trasmutatoria del medico lorrenese nonché alchimista pentito Nicolas Guibert. Egli fu inoltre, insieme ai suoi eredi, l'editore di Johann Valentin Andreae, il principale istigatore dell'affaire Rosa croce, e soprattutto delle Nozze Chimiche di Christian Rosenkreutz, apparso in forma anonima nel 1616.

## Edizioni delTheatrum Chemicum

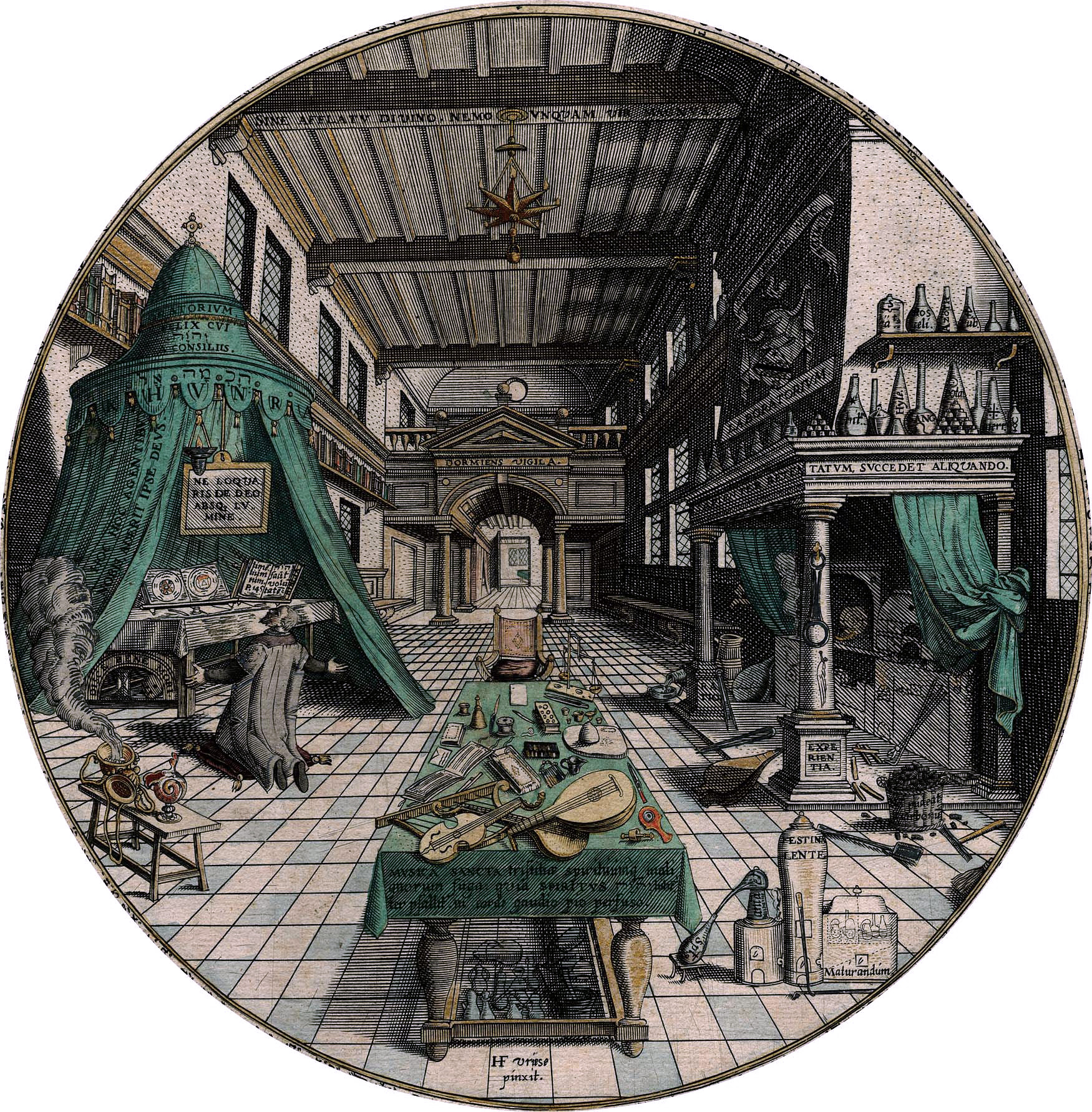
Il laboratorio dell'alchimista -acquaforte di Hans Vredeman de Vries da l'Amphitheatrum sapientiæ æternæ (1595) di Heinrich Khunrath

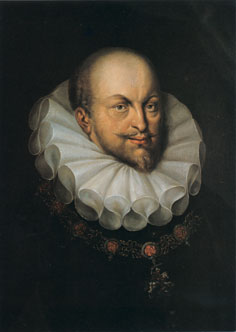
Federico I di Württemberg conte de Montbéliard, uno di principali principi mecenati dell'alchimia dell'epoca.

La metafora del Theatrum mundi, il «Teatro del mondo», era alla moda alla fine del XVI secolo, ispiratrice del titolo di numerose opere su soggetti diversi tra cui il celebre Theatrum vitæ humanæ (1565) del medico svizzero Theodor Zwinger|. Essa si ritrova ugualmente nella letteratura alchemica, in particolare nell'Amphitheatrum sapientiæ æternæ (1595) di Heinrich Khunrath. Zetzner la riprende, esplicitando nella sua dedica il proposito di fornire « una scelta dei migliori testi relativi a quest'arte [...] come dentro un sontuoso teatro per il piacere dei suoi dotti spettatori ». A testimonianza del successo dell'opera, il titolo fu ripreso da altre raccolte alchemiche tra cui il Theatrum Chemicum Britannicum (1652) d'Elias Ashmole, e il Deutsches Theatrum Chemicum (1728-1732) di Friedrich Roth-Scholtz, oltre che da soggetti similari come il Theatrum Sympatheticum (1660) ispirato alla cosiddetta "polvere di simpatia", celeberrimo medicamento paracelsiano..
Il Theatrum Chemicum è dedicato a Federico I, duca di Württemberg e conte di Montbéliard, appassionato d'alchimia, che possedeva nel vecchio castello di Stoccarda un laboratorio e un'importante biblioteca, resosi responsabile tuttavia di diverse atrocità (fece torturare e giustiziare molti degli alchimisti venuti a lavorare per lui).
L'obiettivo dell'opera era dunque di assemblare i principali trattati di alchimia allo scopo di permettere ai « filosofi chimici » di studiarli, di compararli, di selezionarli accuratamente per tirarvi fuori una vera dottrina.

## Prima edizione del 1602
La prima edizione del 1602 constava di tre volumi in-ottavo e fu stampata a Oberursel nei pressi di Francoforte. Come indica il titolo completo, l'inizio del primo tomo che si presentava in forma didattica, recitava difatti: « i principali trattati sull'antichità, la veracità, la liceità, la superiorità e le operazioni di alchimia e della pietra filosofale ». Ritroviamo inoltre all'inizio dell'opera il De veritate et antiquitate artis chemicae (Della verità e de ll'antichità dell'alchimia, 1561) di Robert Duval, seguito poco dopo dal De jure artis alchemiæ (Della liceità dell'arte alchemica, 1576) attribuito a Johannes Chrysippus Fanianus, e dal Dialogus apologeticus de jure et præstantia chemicorum medicamentorum (Dialogo apologetico sulla liceità e la superiorità dei medicamenti chimici, 1584) dell'inglese Thomas Muffet (la farmacopea chimica era una delle principali dottrine mediche di Paracelso). E per concludere quest’inizio in materia didattica, il De alchemia difficultatibus (Delle difficoltà dell'alchimia, 1594) di Theobald de Hoghelande.
Il resto dei primi tre tomi è costituito da un miscuglio di testi antichi, medievali e rinascimentali, il cui ordine è dettato dal fatto del trattarsi spesso dell’opera di integrazione di svariate raccolte alchemiche pubblicate in precedenza. In esse troviamo un equilibrio tra la “venerabile alchimia” e gli autori più recenti del "rinnovamento paracelsiano". In mezzo a tutto questo, i trattati di Gérard Dorn e le sue traduzioni latine dei trattati di Bernardo da Treviso e di Denis Zachaire, e le raccolte di Bernard Gilles Penot e Nicolas Barnaud.
« Le opere edite da questi due personaggi si somigliano, composte in forma di testi esprimenti il loro credo e sotto forma di brevi trattati di alchemici vari del Medio Evo o del Rinascimento, paracelsiani e non e spesso anonimi, frammenti assemblati nel tumulto di un’epoca turbolenta, pagine raccolte a discrezione di vite itineranti, dediche arrangiate di fronte a una scelta, insiemi compositi, scarti cuciti in fretta, fatti di sacco e di corda pazientemente accomodati nel bagliore di un forno ».
Zetzner, come aveva fatto con la filosofia e l’arte lulliana, contribuì a propagare il paracelsismo in Europa, collocandolo inoltre in una vasta, solida e antica tradizione alchimistica»: « Questi due movimenti, a dispetto delle loro differenze, perseguivano uno stesso ideale: la realizzazione di una scienza universale che doveva garantire il progresso del sapere tutto al servizio della religiosa comunità fraterna degli uomini ».

## Seconda edizione del 1613
Per il seguito della sua antologia, Lazare Zetzner si procurò i servigi dell'alchimista Benedictus Figulus. Quest'ultimo prevedeva la pubblicazione di tre nuovi volumi recanti un titolo abbastanza mistico: ''Teatro d'oro tutto nuovo e benedetto, risplendente delle opulente ricchezze del presente secolo d'oro, colmato di opere finora sconosciute, dei più eccellenti filosofi, tanto antichi quanti moderni, che tratta della grande meraviglia benedetta e del miracoloso mistero della pietra fisica e tintoriale, della sua preparazione e della sua acquisizione.'' Tuttavia, minacciato di arresto all'epoca degli albori dell'affare Rosacroce, Figulus dovette fuggire. Zetzner pubblicò ciononostante nel 1613, a Strasburgo, una seconda edizione del ''Theatrum Chemicum,'' ampliata da un quarto volume, una nuova prefazione annunciante un quinto volume e un ''Theatrum Chemicum-Medicum,'' che avrebbe trattato d'alchimia medica (iatrochimia). Come Johann Petreius mezzo secolo prima, egli fece appello agli alchimisti di inviargli i loro testi. Questo nuovo tomo, di composizione alquanto disconnessa rispetto alla precedente, contieneva anch'esso alcuni autori antichi (Artephius, Pseudo-Lullo e Pseudo-Arnaldo di Villanova, ecc.) e moderni (i trattati di Michael Sendivogius, il commentario al ''Trattato d'oro di Ermete Trismegisto" di Israel Harvet, Penot nuovamente, ecc.)

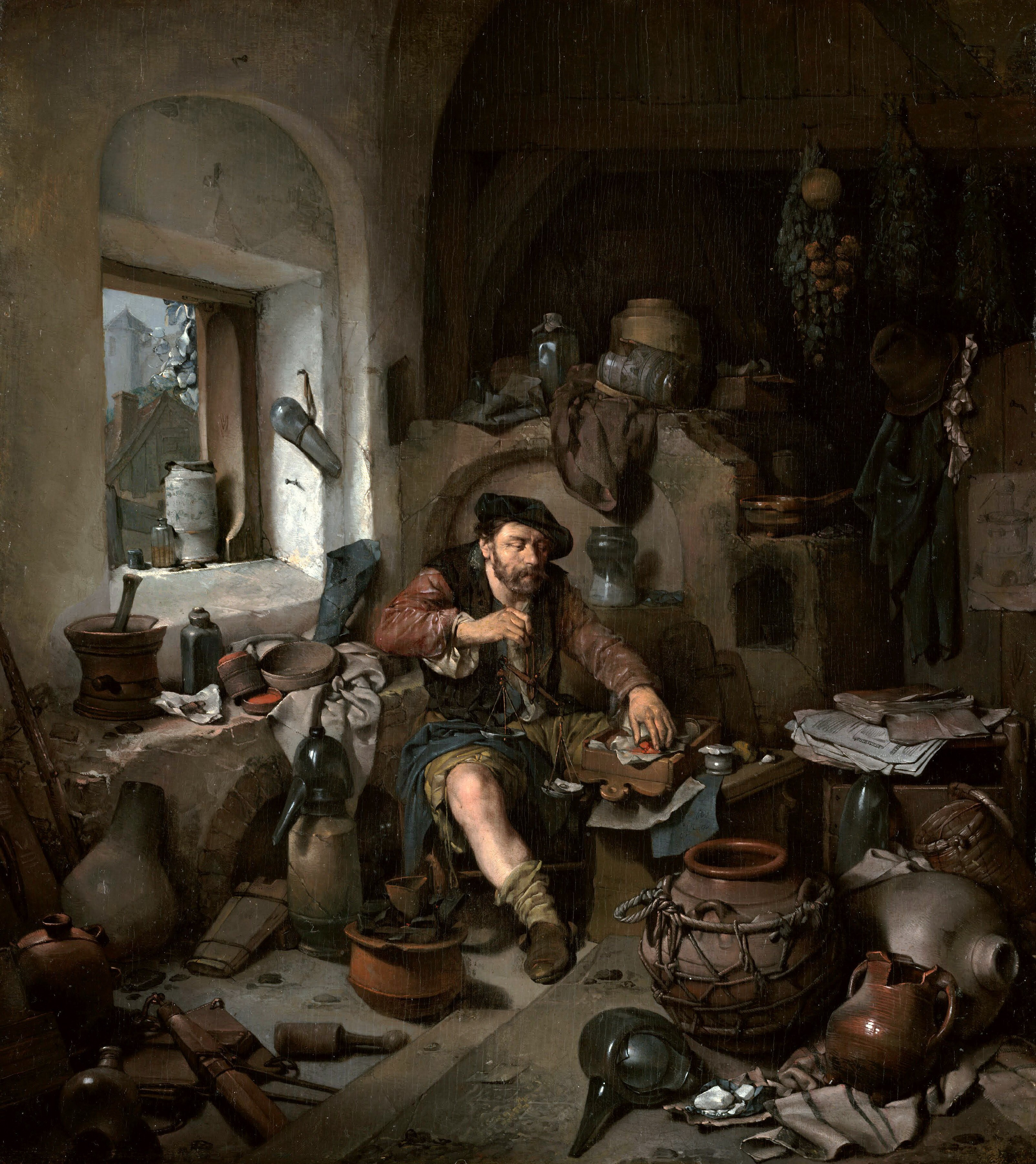
Cornelis Pietersz Bega L'alchimista (1663)

## Terza edizione del 1622
Dopo la morte di Zetzner nel 1616, i suoi eredi pubblicarono una terza edizione nel 1622. Essi vi aggiunsero un quinto volume, edito da Isaac Hebrecht al quale Figulus aveva lasciato i suoi scritti a Strasburgo, le cui opinioni, tuttavia, non furono mai tenute in debito conto dall'editore. Quest'edizione contieneva in particolare dei testi antichi come la Turba philosophorum (Tavola chimica) di Senior Zadith (alias l'alchimista arabo Ibn Umail), o la Margarita pretiosa novella (la preziosa perla nuova) di Pietro Bono (scritta verso il 1330).

## Quarta edizione del 1659-1661
Nel 1659, l'erede di Lazare, Ebehard Zetzner, mandò alle stampe una quarta edizione, implementata nel 1661 da un sesto volume. Quest'ultimo constava essenzialmente di traduzioni latine a cura di Johann Jacob Heilmann e di trattati alchimistici pubblicati in tedesco e francese durante la prima metà del XVII secolo. I sei volumi di quest'ultima edizione contenevano in totale più di 200 trattati. Isaac Newton (1643-1727) ne acquistò una copia nel 1669 per 1 sterlina e 8 scellini.
L'altro grande compendio alchemico è la Biblioteca Chemica Curiosa del medico svizzero Jean-Jacques Manget, pubblicato nel 1702 e del quale 35 dei suoi 140 trattati si trovano inclusi nel Theatrum Chemicum.

## Sommario dell'edizione finale del 1659-1661

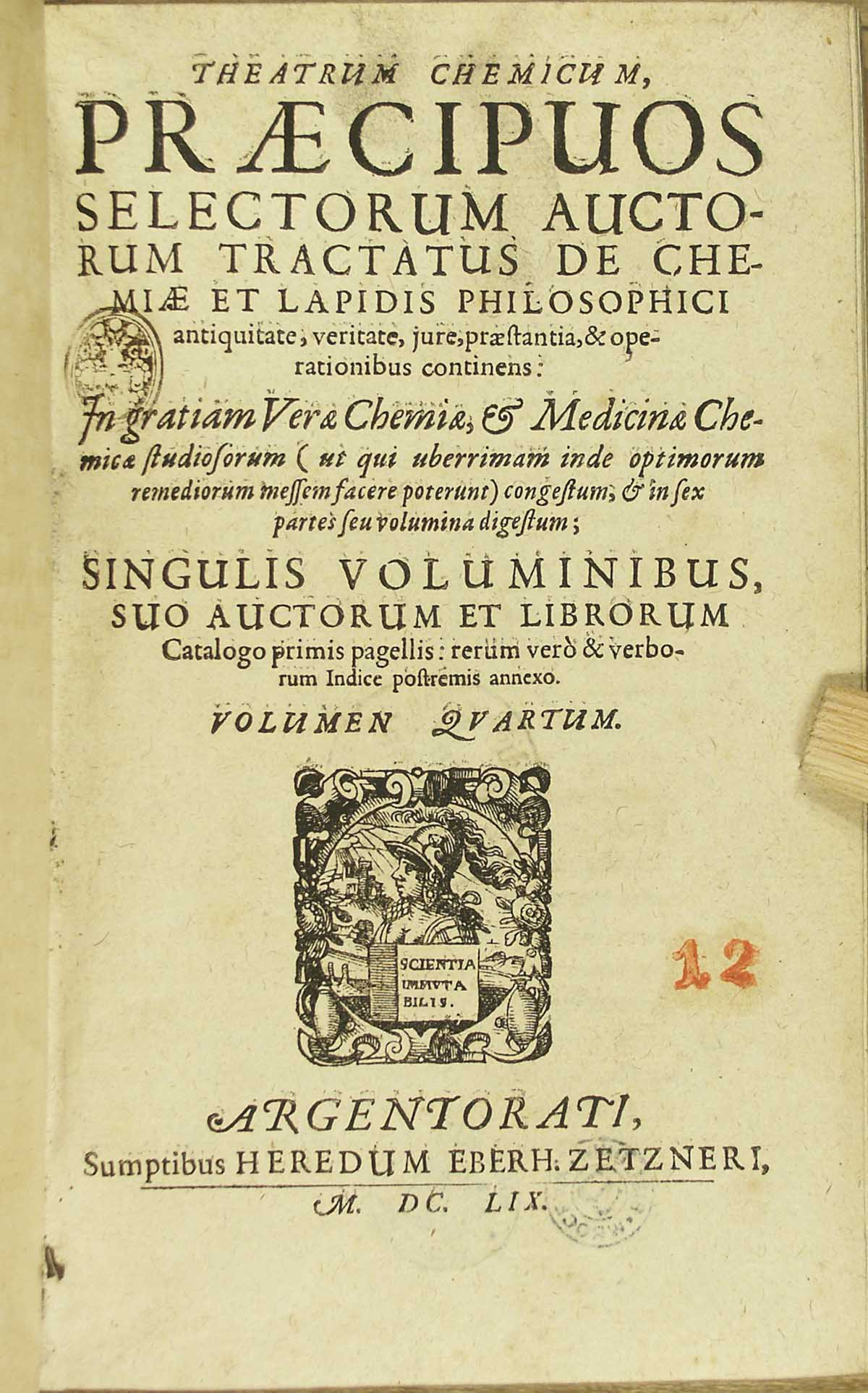
Volume I
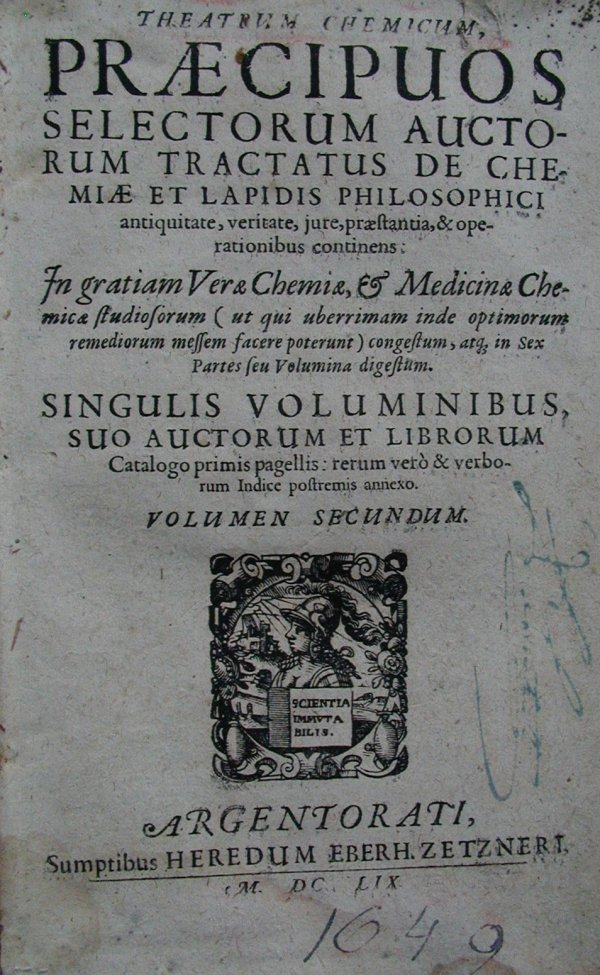
Volume II
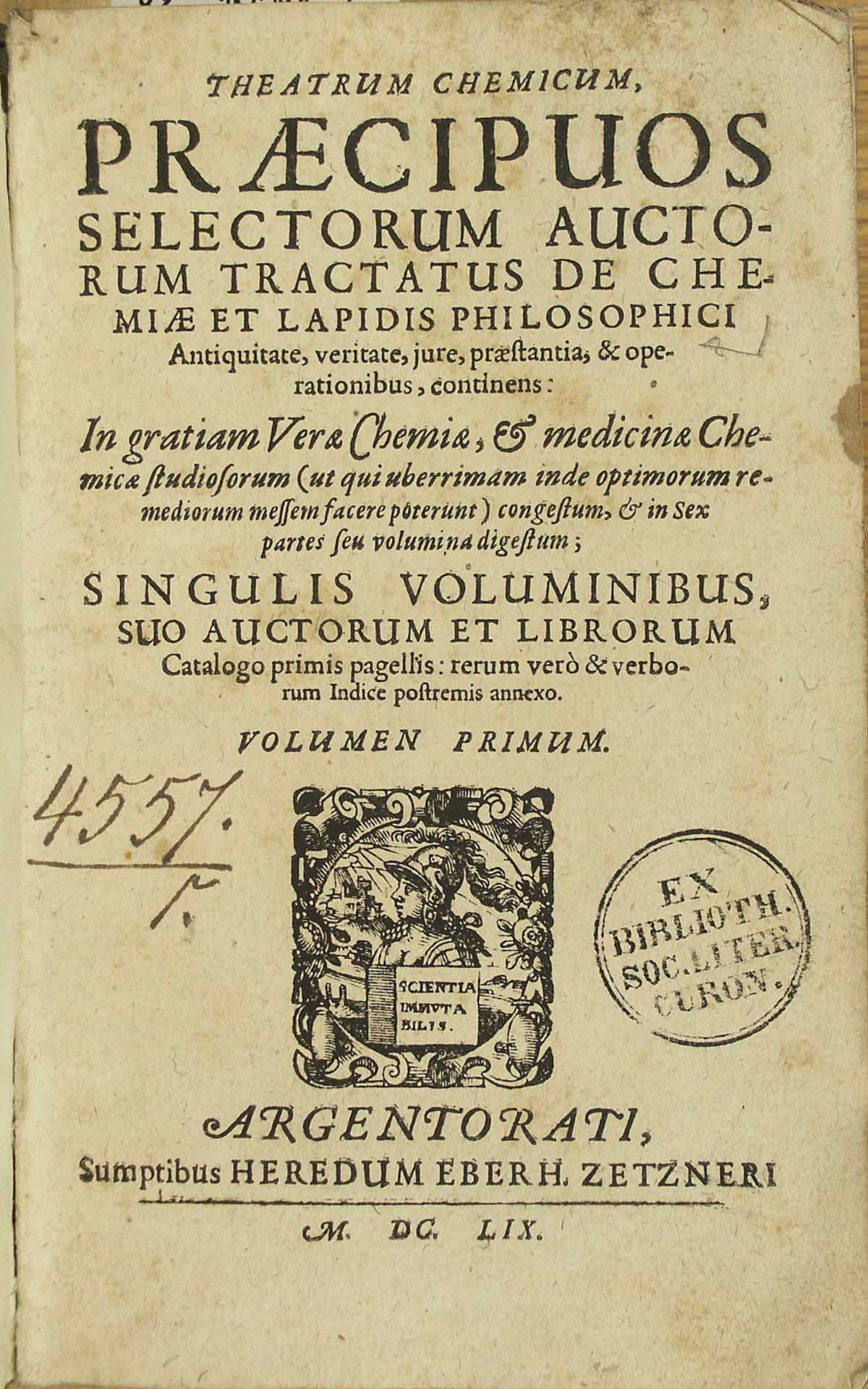
Volume III
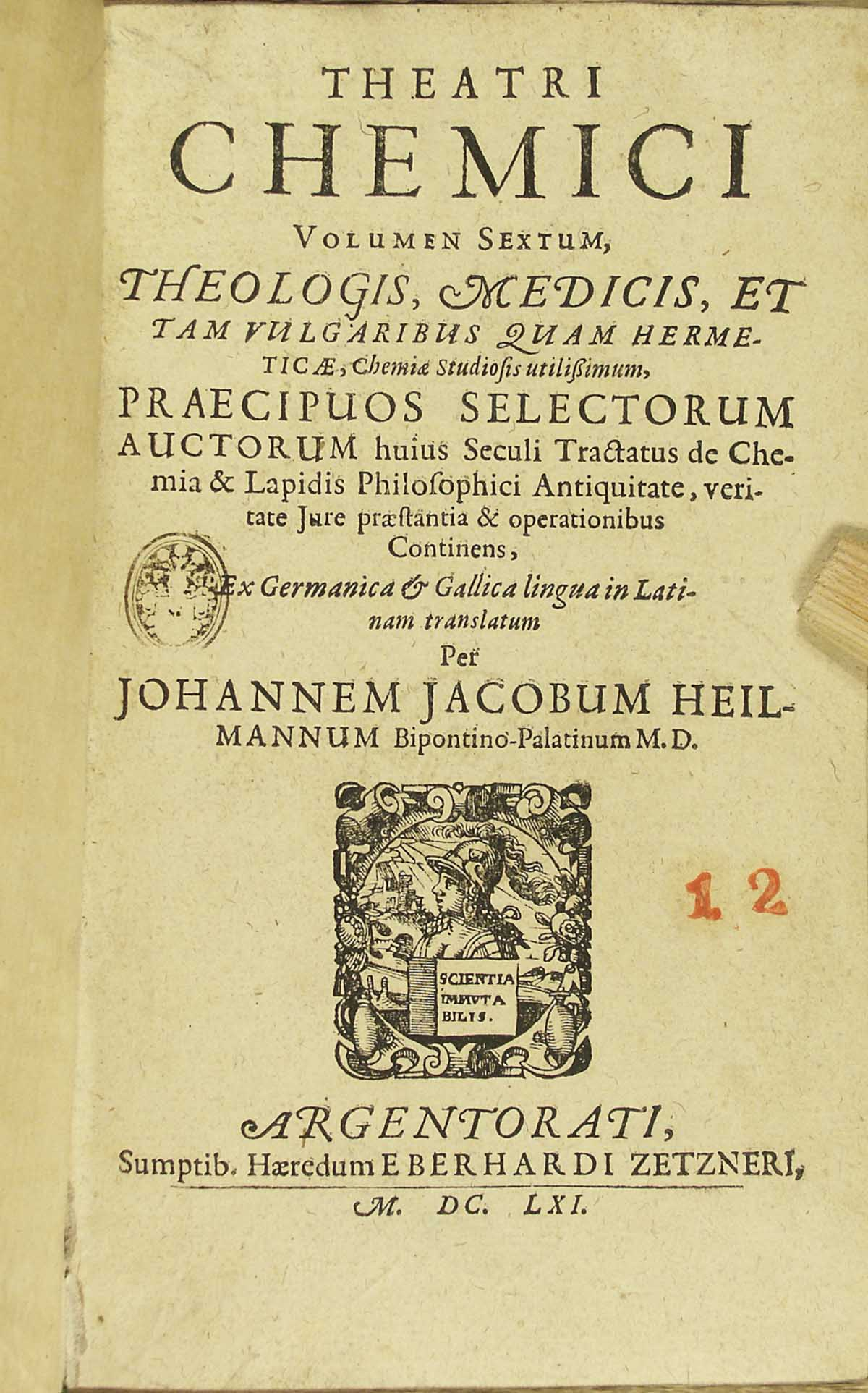
Volume IV
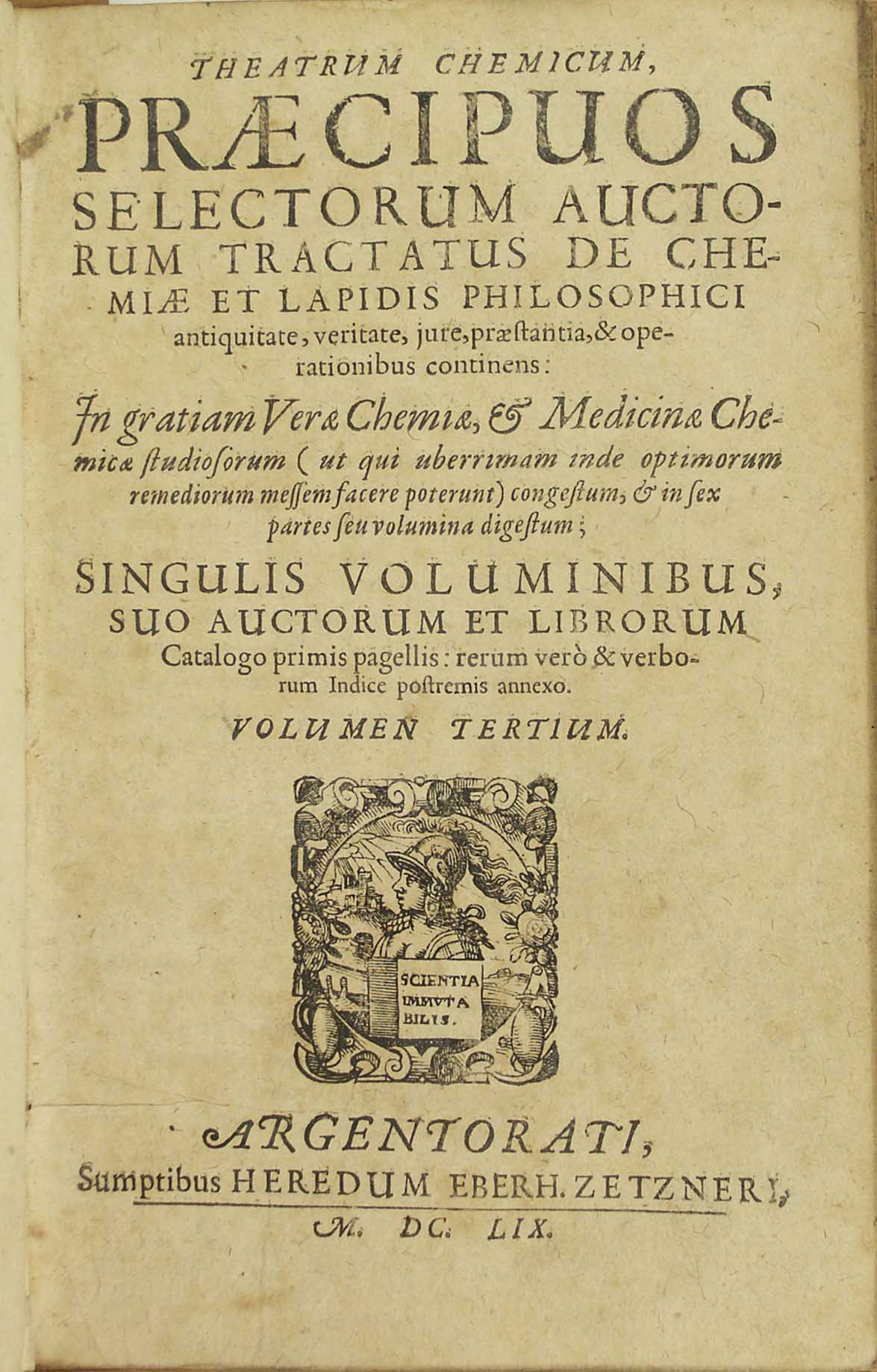
Volume V
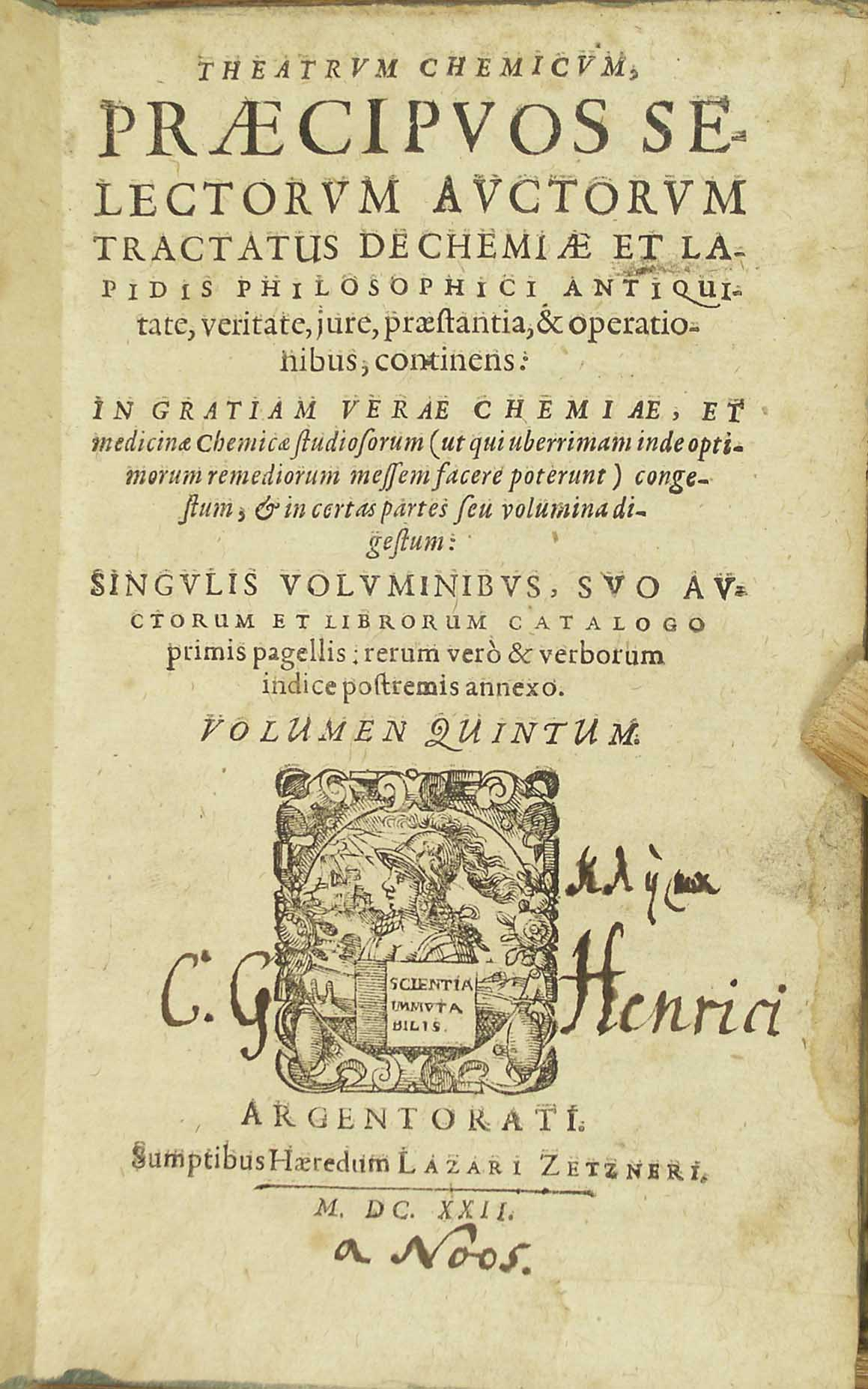
Volume VI

### Volume I
- Lazarus Zetznerus Epistola dedicatoria (Dedica di Lazare Zetzner)
- Robertus Vallensis (Robert Duval)
  - De veritate et antiquitate artis chemicae (Della verità è dell'antichità dell'arte chimica )
- Libellus qui Testamentum Arnaldi a Villa Nova inscribitur (Testamento attribuito a Arnaldo di Villanova)
- Evidens et manifesta artis chemicae comprobatio. Ex Petri Apiani Antiquitatibus desumpta
- Johannes Chrysippus Fanianus
  - De arte metallicae metamorphoseos ad Philoponum
  - De jure artis alchemiae, hoc est, variorum authorum, et praesertim iurisconsultorum, judicia et responsa ad quaestionem quotidianam: An alchimia sit ars legitima
- Thomas Mufett
  - De jure et praestantia chemicorum medicamentorum. Dialogus apologeticus
  - Epistolae quinque medicinales
- Theobaldus de Hoghelande Mittelburgensis (Theobald van Hoghelande)
  - De alchemiae difficultatibus liber
- Gerardus Dorn, (Gérard Dorn)
  - Clavis totius philosophiae chemisticae per quam potissima philosophorum dicta reserantur
  - Speculativae philosophiae gradus septem vel decem continens, per quos ad sublimia patet aditus
  - De artificio supernaturali
  - De naturae luce physica ex Genesi desumpta, iuxta sententiam Theophrasti Paracelsi (in quo continetur), Physica Genesis; Physica Hermetis; Physica Hermetis Trismegisti, (Tabula smaragdina); Physica Trithemii; Philosophia meditativa; Philosophia chemica
  - De tenebris contra naturam et vita brevis
  - De duello animi cum corpore
  - De lapidum preciosorum structura (Gemmarum structura)
  - Congeries Paracelsicae chemiae de transmutationibus metallorum
  - De genealogia mineralium atque metallorum omnium (ex Paracelso)
- Bernardus G. Penotus (Bernard Gilles Penot)
  - Tractatus varii, de vera praeparatione et usu medicamentorum chemicorum
- Bernardus Trevisanus (Bernardo Trevisano)
  - De alchemia liber (De chymico miraculo)
- Dionysius Zacharias (Denis Zachaire)
  - Opusculum philosophiae naturalis metallorum
- Annotata quaedam ex Nicolao Flamello (Summarium philosophicum) (Annotazioni del Sommaire Philosophique attribuite a Nicolas Flamel)
- Aliae quaedam annotationes ex variis autoribus
- Collectanea quaedam ex antiquis scriptoribus
- Collectanea ex Democrito; ex multorum opinionibus autorum

### Volume II
- Bernardus G. Penotus (Bernard Gilles Penot)
  - Praefatio (prefazione)
- Gaston Claveus (Gaston Le Doux de Claves)
  - Apologia argyropoeiae et chrysopoeiae adversus Thomam Erastum (Apologia dell'argiropea e della crisopea contro Thomas Eraste)
- Tabula, diversorum Metallorum vocabula, quibus usi sunt veteres ad artem celandam, explicans
- Aegidius de Vadis (Giles Duwes)
  - Dialogus inter naturam et filium philosophiae (Dialogo tra la natura e il figlio della filosofia)
- Georgius Ripleus (George Ripley)
  - Duodecim portarum epitome, duobus modis concinnata (Il Libro delle Dodici Porte)
- Albertus Magnus (Alberto Magno)
  - Compendium. De ortu et metallorum materia, supra quam Spagyricus radicalia principia fundet
- Isaac Hollandus (Isaac Hollandus)
  - Fragmentum de lapide philosophorum (frammen sulla pietra filosofale)
- Bernardus G. Penotus (Bernard Gilles Penot)
  - Quaestiones et responsiones philosophicae
  - Regulae seu canones philosophici LVII
  - Mercurii, sive argenti vivi ex auro vera extractio cum sua historia
- Chrysorrhoas sive de arte chemica dialogus
  - De lapide philosophorum secundum verum modum formando
  - Thesaurus philosophiae
- Raymundus Lullus (pseudo-Raimondo Lullo)
  - Praxis universalis magni operis
- Odomar
  - Practica magistri Odomari ad discipulum
- Historia antiqua de argento in aurum verso
- Tractatus de marchasita, ex qua tandem cum aliis dicendis fit elixir ad album verissimum
- De arsenico
- Praeparatio salis armoniaci secundum Rasim

### Volume III
- Liber de magni lapidis compositione et operatione, auctore adhuc incerto sed tamen doctissimo (De alchemia incerti auctoris)
- De magni lapidis sive benedicti compositione et operatione aliquot capita, ex manuscriptis
- Aristoteles (pseudo-Aristotele)
  - De perfecto magisterio
- Arnaldus de Villanova (pseudo-Arnaldo da Villanova)
  - Liber perfecti magisterii, qui lumen luminum nuncupatur... vocatur etiam Flos florum
  - Practica ex libro dicto Breviarius librorum alchemiae
  - De decoctione lapidis philosophorum, et de regimine ignis
- Efferarius Monachus
  - De lapide philosophorum secundum verum modum formando
  - Thesaurus philosophiae
- Raymundus Lullus (pseudo-Raimondo Lullo)
  - Praxis universalis magni operis
- Odomar
  - Practica magistri Odomari ad discipulum
- Historia antiqua de argento in aurum verso
- Tractatus de marchasita, ex qua tandem cum aliis dicendis fit elixir ad album verissimum
- De arsenico
- Praeparatio salis armoniaci secundum Rasim
- De sale alkali
- Quaestio, an lapis philosophicus (valeat contra pestem)
- Vetus epistola doctissimi de metallorum materia, et artis imitatione
- Practica Caravantis Hispani
- Johannes de Rupescissa (Jean de Roquetaillade)
  - Liber magisterii de confectione veri lapidis philosophorum
- Giovanni Aurelio Augurello
  - Chrysopoeia ad Leonem decimum pntificem maximum (carmine conscripta)
  - Geronticon
- Thomas Aquinas (pseudo-Tommaso d'Aquino)
  - Secreta alchemiae magnalia
  - Tractatus de lapide philosophico, et primo de corporibus supercaelestibus
  - Tractatus datus fratri Reinaldo, in arte alchimiae
- Joannes de Rupescissa (Jean de Roquetaillade)
  - Liber lucis
- Raymundus Lullus (pseudo-Raimondo Lullo)
  - Clavicula, quae et apertorium dicitur
- Joannes Isaac Hollandus, (Jean Isaac Hollandus)
  - Operum mineralium, sive de lapide philosophico
- Ewaldus Vogelius (Theobald van Hoghelande)
  - Liber de lapidis physici conditionibus; quo abditissimorum auctorum Gebri et Raymundi Lullii methodica continetur explicatio
- Tractatus septem de lapide philosophico
- Jodocus Greverus
  - Secretum nobilissimum et verissimum
- Alanus
  - Dicta de lapide philosophico e Germanico Latinae redita
- Conclusio summaria ad intelligentiam Testamenti seu Codicilli Raymundi Lullii, et aliorum librorum ejus; nec non argenti vivi, in quo pendet intentio tota intentiva, qua aliter Repertorium Raymundi appellatur
- Joannes Pontanus
  - Epistola in qua de lapide, quem philosophorum vocant, agitur
    - Carmina alchemica
- Nicolas Barnaud
  - Commentariolum in quoddam epitaphium Bononiae studiorum, ante multa secula maemoreo lapidi insculptum
  - Processus chemici
  - Addam et processum sub forma missae, a Nicolao Melchiore Cibinensi Transilvano, ad Ladislaum Ungariae et Bohemiae regem olim missum
  - Carmen elegans
  - Triga chemica
    - Lambspringk, De lapide philosophico libellus e Germanico versu Latine reditus
    - Philosophus Gallus Delphinas Anonymus, Liber secreti maximi totius mundanae gloriae
    - Extractum ex Cimbalo aureo, antiquissimo libro manuscripto, ad rem nostram faciens
    - Arcanum philosophorum
      - Brevis elucidatio illius arcani philosophorum

  - Quadriga aurifera
    - Prima rota: Tractatus de philosophia metallorum
    - Secunda rota : Ripleus, Liber duodecim portarum
    - Tertia rota : Ripleus, Liber de mercurio et lapide philosophorum
    - Quarta et ultima rota: Scriptum probi, et non male docti viri, cujus nomen excidit, elixir solis Theophrasti Paracelsi tractans
      - Tabula Coelum philosophicum

  - Auriga chemicus, sive Theosophiae palmarium
  - De occulta philosophia epistola cuiusdam patris ad filium''
- Paucula dicta sapientum

### Volume IV
- Lazarus Zetzner (Lazare Zetzner)
  - Praefatio ad lectorem (nouvelle préface de 1613)
- Raymundus Lullus (pseudo-Raimondo Lullo)
  - Testamentum. Theorica et Practica super lapide philosophico (Testamento. Teoria e Pratica sulla pietra filosofale)
  - Compendium animae transmutationis artis metallorum Ruperto Anglorum Regi transmissum
- Artephius
  - Liber qui Clavis majoris sapientiae dicitur - De generatione animalis
- Heliophilus a Percis Philochemicus (Raphael Eglin)
  - Nova disquisitio de Helia Artista
  - Nova disquisitio super metallorum transformatione
- Hieronymus de Zanetinis
  - Conclusio & comparatio alchimiae, qua disputationi et argumentis Angeli respondetur
- Thomas Arfoncinus (François Hotman)
  - De jure alchymiae responsum
- Anonymus (Raphael Eglin)
  - De materia et praxi lapidis philosophorum; Von der Materi und Prattick dess Steins der Weisen
    - Vorred an den Kunstliebenden Leser
    - Programma ad lectorem philochymicum
    - Gulden Gedicht
    - Carmen apollineum
    - Plutarchus, De capienda utilitate ex inimicis
- Nicolaus Niger Happelius (pseudonyme de (Raphael Eglin))
  - Cheiragogia Heliana de auro philosophico, nec dum cognito
- Venceslaus Lavinus Moravus
  - Tractatus de coelo terrestri
- Nicolaus Niger Hapelius
  - Disquisitio Heliana
- Fabianus de Monte S. Severini
  - Ex tract. de empt. et vend.
- Nicolaus Niger Happelius (pseudonimo di (Raphael Eglin)
  - Aphorismi Basiliani sive canones hermetici de spiritu, anima et corpore medio majoris et minoris mundi
- Andreas Brentzius
  - Variae philosophorum sententiae perveniendi ad lapidem benedictum
- Series tractatuum huius philosophiae chymicae
  - Bernardus Gilles Penotus (Bernard Gilles Penot)
    - Epistola (ad Mauritium Lantgravium Hassiae)

  - Gaston Dulco (Gaston LeDoux de Claves)
    - De triplici praeparatione auri et argenti
    - De recta et vera ratione progignendi lapidis philosophici, seu salis argentifici et aurifici. Dilucida et compendiosa explicatio

  - Anonymus Canones seu regulae decem, de lapide philosophico
- Divi Leschi Genus Amo (pseudonimo e anagramma di Michael Sendivogius)
  - Duodecim tractatus de lapide philosophorum (Dodici trattati sulla pietra filosofale, con un'epigramma di Johann Heinrich Alsted)
  - Aenigma philosophorum
  - Parabola seu aenigma philosophorum, coronidis et superadditamenti loco adjunctum
  - Dialogus Mercurii, alchymistae, et naturae (de lapide philosophorum)
- M. Georgio Beato interprete,
  - Aureliae occultae philosophorum partes duae
- Arnoldus de Villanova (Arnaldo da Villanova)
  - Speculum alchymiae (Miroir d'Alchymie)
  - Nova carmen
  - Quaestiones tam essentiales quam accidentales ad Bonifacium octavum
- Philosopho Anonymo, Tractatus de secretissimo antiquorum philosophorum arcano
  - XXII propositiones sive maximae in quibus veritas totius artis chemicae brevissime comprehenditur
  - Joannes de Lasnioro (Johann von Laaz), Tractatus secundus aureus de lapide philosophorum
  - Joannes Trithemius, Tractatus III chemicus nobilis
- Hermes Trismegistus (Ermete Trismegisto)
  - Tractatus aureus de lapidis physici secreto (Trattato d'oro)
- David Lagneus (David Lagneau)
  - Harmonia seu consensus philosophorum chemicorum, magno cum studio et labore in ordinem digestus, et a nemine alio hac methodo distributus
- Aenigmaticum quoddam epitaphium, Bononiae studiorum, ante multa secula, marmoreo lapidi insculptum (Sull'enigma Aelia Laelia Crispis)
  - Arcanum philosophorum, per virum doctissimum olim versu hexametro conscriptum
  - M. Quadratus, In harmoniam chemicam D. Lagnei, ex intimis intimi
- Albertus Magnus Alberto Magno
  - De concordantia philosophorum in lapide
  - Compositum de compositis
  - Liber octo capitulorum: De lapide philosophorum
- Avicenna (Avicenna)
  - Ad Hasen regem epistola de re recta
  - Declaratio lapidis physici filio suo Aboali
  - De congelatione et conglutinatione lapidum
- Guilhelmus Tecenensis
  - Liber lilium tanquam de spinis evulsum (Il fiore del giglio tra le spine)
- Joannes Dumbeler (John Dombelay)
  - Practica vera alkimica per magistrum Ortholanum Parisiis probata et experta sub anno domini 1358
- Anonymus, Lumen juvenis experti novum
- Magister Valentinus
  - Opus praeclarum ad utrumque magistri Valentini expertissimi. Quod pro testamento dedit filio suo adoptivo, qui etiam istum tractatulum propria manu scripsit Joanni Apot[ecario])
- Anonymus, Super (hoc ipsum) tractatulum: "Studio namque florenti"
- Opus ad album
- Thomas Aquinas (pseudo-Tommaso d'Aquino)
  - Liber lilii benedicti 26. Mer: fugi dum bibit Lunam sedecies duplum
    - Opus excellentissimum S. Thomae de Aquino
    - Super tractatulum "Mer fugi dum bibit"
- Anonymus, Breve opus ad rubeum cum sole per aquas fortes
- Petrus de Silento
  - Opus
- Joachimus Tanckius (Joachim Tancke)
  - De lapide philosophico
    - Anonymus, Tractatus philosophicus ad rubrum et album
    - Paulus Eck de Sultzbach, Clavis philosophorum. Ludus puerorum et labor mulierum. Anno 1489

### Volume V
- Heredes L. Zetzneri (Eredi di Lazare Zetzner)
  - Lectori candido (Introduzione al lettore candido)
- Turba philosophorum, ex antiquo manuscripto codice excerpta, qualis nulla hactenus visa est editio
- In turbam philosophorum sermo unus anonymi (Alanus)
- Allegoriae sapientum supra librum Turbae: XXIX distinctiones
- Micreris
  - Tractatus Micreris suo discipulo Mirnefindo
- Plato (pseudo-Platone)
  - Platonis quartorum, cum commento Hebuhabes Hamed, explicati ab Hestole
- Calid filus Iarichi
  - Liber secretorum alchimiae, ex Hebraica lingua in Arabicam, et ex Arabica in Latinam translatus, interprete incerto
- Calid (en fait Rhazès)
  - Liber trium verborum
- Philosophiae chimicae duo vetustissima scripta
  - Senior Zadith filius Hamuelis (Ibn Umail)
    - Tabula chimica, marginalibus adaucta (Senior de chemia)
- Willem Mennens
  - Aurei velleris sive sacrae philosophiae vatum selectae ac unicae mysteriorumque Dei, naturae, et artis admirabilium, libri tres
- Consilium conjugii, seu De massa solis et lunae libri III (Anonymi libri III. de chemia)
- Petrus Bonus
  - Margarita novella correctissima
- Michael Scotus (Michele Scoto)
  - Quaestio curiosa de natura solis et lunae
- Lucas Rodargirus
  - Pisces Zodiaci inferioris vel De solutione philosophica. Cum aenigmatica totius lapidis epitome
  - Chymia compendiaria ad Johannem Riturum
- Alphonsus Rex Castellae,
  - Liber philosophiae occultioris, (praecipue metallorum) profundissimus, cui titulum fecit: Clavis sapientiae
- Aristoteles Alchymista (pseudo-Aristotele)
  - Tractatus ad Alexandrum Magnum, De lapide philosophico, breviloquium
- Monachus benedictinus anonymus, Epistola ad Hermannum Archiepiscopum Coloniensem, de lapide philosophico. Opuscula Platonis et Arnoldi Villanovani recensens
- Thomas Aquinas (pseudo-Tommaso d'Aquino)
  - Tractatus sextus, de esse et essentia mineralium tractans
- Cornelius Alvetanus Arnsrodius
  - De conficiendo divino elixire, sive lapide philosophico
- Animadversiones chemicae quatuor quibus ars περι χημειασ universa, tam practice quam theorice enudatur
- Ruggero Bacone
  - Epistolae (ad Gulielmum Parisiensem conscripta) de secretis operibus artis et naturae, et de nullitate magiae (édité par John Dee)
    - Dedicatio ad Roseae Crucis fratribus
    - Epistola ad lectorem
    - Epistolae Rogerii Baconis de secretis operibus artis et naturae
    - John Dee, Ad Baconis epistolam adnotata
- Christophorus Horn
  - De auro medico philosophorum, id est de illo occulto, salutari, solari omnium mineralium, vegetalium, et animalium corporum, spiritu. Dialogus scholasticus

### Volume VI
- Johannes Jacobus Heilman (Johann Jacob Heilmann)
  - Dedicatio (ad Friderico, comiti palatino ad Rhenum) (Dedica a Federico V del Palatino)
  - Praefatio Dedicatio (secunda ad J.F.H.S. Sendivogii filio)
  - Praefatio ad lectorem (prefazione al lettore)
- Blasius Vigenerius (Blaise de Vigenère)
  - Tractatus de igne et sale (Trattato del Fuoco e del Sale 1618)
- Johannes Collesson (Jean Collesson)
  - Idea perfecta philosophiae hermeticae, seu Abbreviatio Theoriae & Praxeos Lapidis Philosophici observationibus aucta (L'Idea perfetta della filosofia ermetica, o il Compendio della teoria e della pratica della pietra dei filosofi 1630)
- Anonymus Philosophus, Fidelissima et jucunda instructio patris ad filium ex manuscripto Gallico desumpta
  - Hermes in superiori sphaera est in medio fontisvena, quae est philosophorum regula prima. Summa decem capitum sequentium
  - Instructio de arbore solari
- Christophorus Parisiensis (Christophe de Paris)
  - Elucidarius artis transmutatoriae metallorum summa major
- Johannes Grasseus alias Chortalasseus (Johann Grasshoff)
  - Arca arcani artificiosissimi de summis naturae mysteriis. Constructa ex rustico majore et minore, et physica naturalis rotunda visionem cabalisticum chemicam descripta, quibus accessit appendix anonymi cuiusdam philosophi de via ad aurum potabile perveniendi (L'arca aperta altrimenti detta la cassetta del piccolo contadino 1617)
- Anonymus, Physica naturalis rotunda visionis chemicae cabalisticae (Cabala chemica)
- Admonitio. Instructio et probatio contra omnes eos, qui aurum potabile extra processum et tincturam lapidis philosophici universalis brevi temporis spatio praeparare sibi et aliis falso persuadent et sibi proponunt
  - Praefatio ad lectorem
  - Appendix de via ad aurum potabile philosophico
- Responsiones duae F. R. C. ad quosdam suos clientes (Due risposte ai frati della Rosa-Croce)
- Andreas Orthelius
  - Commentator in Novum lumen chymicum Michaelis Sendivogii Poloni,
  - Epilogus et recapitulatio in Novum lumen chymicum
  - Andreas de Blauwen
    - Epistola Andreae de Blavven scripta ad Petrum Andream Matthiolum in qua agitur de multiplici auri potabilis parandi ratione

  - Epistola anonymi de principiis artis Hermeticae
  - Expositio et practica lapidis adrop, collecta ex Plinii philosophi libro qui intitulatur: Aromaticum philosophorum thesaurus et Secretum Secretorum
  - Excerpta ex interlocutione Mariae Prophetissae sororis Moysis et Aaronis, habita cum aliquo philosopho dicto Aros de excellentissimo opere trium horarum
  - Explicatio verborum Mariae Prophetissae
  - Joannes Pontanus, Epistola in qua de lapide quem philosophorum vocant agitur
    - Commentatio in epistolam Joh. Pontani de lapide philosophorum

  - Haimon, Epistola Haimonis de quatuor lapidibus philosophicis materiam suam ex minori mundo desumentibus
- Cornelius Alvetanus
  - Epistola de conficiendo divino elixire, sive lapide philosophico * Astronomia inferior seu planetarum terrestrium motus et variatio
- Summa rhytmorum Germanicorum de opere universali ex coelo soloque prodeunte
- Summa libri qui vocatur Gloria mundi, seu tabula Paradisi
- Michael Pezelius
  - Opus singulare procedens ex sale quodam centrali aethereo, resoluto in igne minerali terreno, seu oleo vitrioli, quod cum tinctura solis extracta fermentatur, & externo igne Solympico aut igne radiorum solis invisibili coquitur & maturatur. Ex Theophrasto redivivo Michaelis Pezelii circa finem
- Sententia aut compositio litis spiritus et judicis Mercurii. Ex vetusto scripto Bellum seu Duellum equestre vocato, ad accusationem et responsionem Solis et Martis, per picturas repraesenta
- Summa rhytmorum parvorum Germanicorum, qui sunt ejusdem tenoris et sensus cum praecedentibus picturis, ad verbum expressa
- Annagramista "Harr gewiss Trost von Gott", Mysterium occultae naturae. Anonymi discipuli Johannis Grassei Chortalassei dicti nostro seculo insignis philosophi
  - Praefatio ad pium lectorem filii Sendivogii I.F.H.S. Lucernae salis et Sudi philosophici authoris, et mysterii hermetici possessoris
  - Invisibilia Dei a creatura mundi per ea quae facta sunt intellectu conspiciuntur
- Anonymus Discipulus Guidonis Magni de Monte Philosophi Graeci, Tractatulus, seu descriptio philosophici Adrop. Quaenam sit ejus species, et quomodo debeat elaborari et praeparari

- Praefatio et instructio ad lectorem
- De philosophico adrop
- Calcinatio metallorum
- De ovo philosophorum
- Johannes Isaac Hollandus, Tractatus de urina quomodo per spiritum ejus omnes tinctura sint extrahenda

- Johannes Chartier (Jean Chartier)
  - Scientia plumbi sacri sapientum seu cognitio rararum potestatum et virtutum antimonii
    - Beys, Praefatio seu encomium in honorem authoris et plumbi sacri philosophorum
    - Consignatio articulorum seu argumentorum in hoc tractatu contentorum
    - Scientia plumbi sacri sapientum
- Joachim Polemann
  - Novum lumen medicum. De mysterio sulphuris philosophorum
- Solinus Saltzthal Regiemontanus
  - De potentissima philosophorum medicina universali, lapis philosophorum trismegistus dicta (1654)
- Hermes Trismegistos
  - Tabula smaragdina seu verba secretorum Hermetis
- Henri de Rochas,
  - Tractatus de observationibus novis et vera cognitione aquarum mineralium et de illarum qualitatibus et virtutibus antehac incognitis. Item de spiritu universali (1634)